# Apróhirdetés
Az apróhirdetés a reklám egyik fajtája, az internet elterjedéséig elsősorban a nyomtatott újságokban, periodikusan megjelenő kiadványokban volt jelen, a tömegmédiában (rádió, televízió) történő hirdetés nem jellemző erre a reklámtípusra a költséghatékonyság elve miatt.

## Története
Az apróhirdetések jellemzője ugyanis az ingyenesség vagy a minimális hirdetésfeladási díj. Az internet elterjedése előtt a hagyományos, napi-, vagy hetilapos rendszerben megjelenő apróhirdetési újságok általában minimális feladási díjat kértek, a bevételük másik fele pedig a lap értékesítéséből volt. Az internet megjelenése nagyrészt kiszorította, illetve átalakulásra késztette ezeket az orgánumokat is, amelynek eredményeként a nyomtatott példányszám csökkent, és a kiadók kénytelenek voltak online apróhirdetési bázist létrehozni.
Több online apróhirdetési oldal is elindult ezzel párhuzamosan Magyarországon, és előnyük hamar megmutatkozott a nyomtatott apróhirdetésekkel szemben: megfelelő kulcsszavak alapján kereshetők, katalogizálhatóak, sőt a megfelelő keresési preferenciák szerint szűrhetőek, ezért a hirdetést kereső akár a lakóhelye közelében is kereshet. Egyes nemzetközi apróhirdetési oldalak kínálnak határokon átnyúló szolgáltatásokat is, míg mások elsősorban lokálisan, egy-egy nagyobb város köré épülnek fel.
Pontos adatok nincsenek, de egyes iparági becslések szerint ma naponta több tízezer apróhirdetést adnak fel Magyarországon.
Az egyik legelső és egyben leghíresebb online apróhirdetési szolgáltatást 1995-ben indította útjára Craig Newmark San Franciscóban, a Craigslist.org egy évvel később, 1996-ban indult el. A vállalkozás az ezredfordulón kezdett el terjeszkedni az Amerikai Egyesült Államokban, ma pedig már a világ 50 országában van jelen.

## Jellemzők
Alapvetően kétféle apróhirdetés különböztethető meg: kereskedelmi és magánjellegű, azaz amikor egy cég hirdeti termékét vagy szolgáltatását, valamint ha egy magánszemély teszi ugyanezt. Jellemzően olyan kisebb cégek fordulnak a hirdetésnek ezen fajtájához, amelyek nem engedhetik meg maguknak a nyomtatott lapokban, rádióban, valamint televízióban történő reklámozást.
Az apróhirdetések másik jellemzője a szegmentáció. A három legelterjedtebb és leginkább használt szegmens: állás, ingatlan és jármű kategóriák. Több apróhirdetési szolgáltató egészíti ezt még ki a többi között szolgáltatás, műszaki cikk, ruha, baba-mama, sport, gyűjtemény és társkereső szolgáltatásokkal.
A hagyományos apróhirdetések mellett az elmúlt években elterjedtek az úgynevezett vertikális, azaz általában egyetlen szegmenssel foglalkozó apróhirdetési szolgáltatók is, mind a nyomtatott, mind pedig az online piacon. Ezek jellemzője, hogy kidolgozottságukban részletesebbek, ezért a saját szegmensükben (elsősorban online) komolyabb keresési preferenciával bírnak, mint a hagyományos apróhirdetési oldalak.

## Apróhirdetés-kategóriák
- Ingatlanhirdetés